# Mistrzostwa Świata Juniorów w Hokeju na Lodzie 2011/Elita
35. Mistrzostwa Świata Juniorów w Hokeju na Lodzie Elity odbyły się w drugim co do wielkości mieście stanu Nowy Jork – Buffalo, w dniach 26 grudnia 2010–5 stycznia 2011. Mecze rozgrywane zostały w Stanach Zjednoczonych po raz piąty w historii. 
W tej części mistrzostw uczestniczyło najlepsze 10 drużyn na świecie. System rozgrywania meczów jest inny niż w niższych dywizjach. Najpierw drużyny rozgrywają mecze w fazie grupowej (2 grupy po 5 zespołów), systemem każdy z każdym. Dwie najgorsze zespoły walczył o utrzymanie w elicie, z czego dwie drużyny spadło. Drużyny, które zajęły pierwsze miejsca w swoich grupach awansowały bezpośrednio do półfinałów, zaś drużyny z miejsc drugich i trzecich, grały między sobą o awans do półfinału.
Hale w których odbyły się zawody to:
- HSBC Arena (o pojemności 18 690 miejsc)
- Dwyer Arena (o pojemności 2 100 miejsc)

Mecze na terenie Polski można było oglądać w komercyjnej stacji: Eurosport 2.

## Faza grupowa

### Grupa A
Wyniki
Czas lokalny (UTC-5)
| 26 grudnia 2010 | Niemcy | 3:4 | Szwajcaria | HSBC Arena, Buffalo |

| Szczegóły      | Szczegóły                                                      | Szczegóły       | Szczegóły                                                                                        | Szczegóły                                                                |
| -------------- | -------------------------------------------------------------- | --------------- | ------------------------------------------------------------------------------------------------ | ------------------------------------------------------------------------ |
| Godzina: 12:30 | M. Nöbels 24:22 (PP) M. Plachta 50:10 (PP) C. Mapes 53:19 (EQ) | (0:4, 1:0, 2:0) | 04:31 (EQ) I. Pestoni 09:21 (EQ) N. Niederreiter 09:48 (PP) R. Löffel 13:25 (PP) L. Camperchioli | Widzów: 13 629 Sędzia główny: Antti Boman Sędziowie liniowi: Keith Kaval |

| 26 grudnia 2010 | Finlandia | 2:3 pd. | USA | HSBC Arena, Buffalo |

| Szczegóły      | Szczegóły                                      | Szczegóły            | Szczegóły                                                       | Szczegóły                                                                       |
| -------------- | ---------------------------------------------- | -------------------- | --------------------------------------------------------------- | ------------------------------------------------------------------------------- |
| Godzina: 20:00 | J. Nattinen 33:50 (EQ) I. Pakarinen 52:59 (EQ) | (0:1, 1:1, 1:0, 0:1) | 18:54 (PP) J. Faulk 35:08 (EQ) J. Zucker 63:08 (EQ) N. Bjugstad | Widzów: 14 093 Sędzia główny: Stephan Bauer Sędziowie liniowi: Georgij Jablukow |

| 27 grudnia 2010 | Słowacja | 2:1 pd. | Niemcy | HSBC Arena, Buffalo |

| Szczegóły      | Szczegóły                                | Szczegóły            | Szczegóły            | Szczegóły                                                                     |
| -------------- | ---------------------------------------- | -------------------- | -------------------- | ----------------------------------------------------------------------------- |
| Godzina: 19:00 | R. Pánik 20:08 (EQ) M. Hrivík 63:39 (PP) | (0:0, 1:1, 0:0, 1:0) | 36:46 (EQ) N. Hauner | Widzów: 12 942 Sędzia główny: Pehr Claesson Sędziowie liniowi: Rafaił Kadyrow |

| 28 grudnia 2010 | Szwajcaria | 0:4 | Finlandia | HSBC Arena, Buffalo |

| Szczegóły      | Szczegóły | Szczegóły       | Szczegóły                                                                                      | Szczegóły                                                                      |
| -------------- | --------- | --------------- | ---------------------------------------------------------------------------------------------- | ------------------------------------------------------------------------------ |
| Godzina: 12:30 |           | (0:1, 0:1, 0:2) | 19:41 (EQ) J. Nättinen 24:37 (EQ) J. Turtiainen 44:37 (PP) T. Pulkkinen 47:51 (EQ) J. Junttila | Widzów: 13 518 Sędzia główny: Rafaił Kadyrow Sędziowie liniowi: Patrik Sjöberg |

| 28 grudnia 2010 | USA | 6:1 | Słowacja | HSBC Arena, Buffalo |

| Szczegóły      | Szczegóły | Szczegóły       | Szczegóły           | Szczegóły                                                                  |
| -------------- | --- | --------------- | ------------------- | -------------------------------------------------------------------------- |
| Godzina: 20:00 | K. Palmieri 04:31 (EQ) K. Palmieri 08:02 (PP) C. Coyle 23:56 (PP) C. Brown 31:47 (PP) D. Shore 33:32 (EQ) E. Etem 36:57 (EQ) | (2:0, 4:1, 0:0) | 32:26 (EQ) T. Jurčo | Widzów: 12 750 Sędzia główny: Martin Frano Sędziowie liniowi: Jari Levonen |

| 29 grudnia 2010 | Finlandia | 5:1 | Niemcy | HSBC Arena, Buffalo |

| Szczegóły      | Szczegóły                                                                                                   | Szczegóły       | Szczegóły            | Szczegóły                                                            |
| -------------- | --- | --------------- | -------------------- | -------------------------------------------------------------------- |
| Godzina: 15:30 | J. Armia 15:59 (EQ) M. Salomäki 26:23 (EQ) J. Donskoi 33:47 (EQ) J. Virtanen 35:19 (EQ) E. Haula 56:07 (EQ) | (1:0, 3:0, 2:1) | 43:28 (EQ) T. Rieder | Widzów: 14 362 Sędzia główny: Matt Kirk Sędziowie liniowi: Pat Smith |

| 30 grudnia 2010 | Szwajcaria | 6:4 | Słowacja | HSBC Arena, Buffalo |

| Szczegóły      | Szczegóły | Szczegóły       | Szczegóły                                                                             | Szczegóły                                                                 |
| -------------- | --- | --------------- | ------------------------------------------------------------------------------------- | ------------------------------------------------------------------------- |
| Godzina: 15:00 | G. Hofmann 08:15 (EQ) D. Schlumpf 11:50 (EQ) S. Bartschi 18:52 (PP) N. Niederreiter 30:15 (EQ) S. Walser 54:06 (EQ) I. Pestoni 59:29 (EN) | (3:1, 1:1, 2:2) | 09:18 (EQ) P. Šišovský 21:29 (EQ) M. Hrivík 45:30 (EQ) A. Šťastný 52:08 (EQ) R. Paník | Widzów: 12 731 Sędzia główny: Matt Kirk Sędziowie liniowi: Patrik Sjoberg |

| 30 grudnia 2010 | Niemcy | 0:4 | USA | HSBC Arena, Buffalo |

| Szczegóły      | Szczegóły | Szczegóły       | Szczegóły                                                                             | Szczegóły                                                                |
| -------------- | --------- | --------------- | ------------------------------------------------------------------------------------- | ------------------------------------------------------------------------ |
| Godzina: 19:00 |           | (0:2, 0:2, 0:0) | 02:37 (PP) C. Coyle 13:25 (EQ) J. D'Amigo 27:54 (EQ) J. Merrill 33:10 (PP) C. Kreider | Widzów: 15 276 Sędzia główny: Antti Boman Sędziowie liniowi: Daniel Konc |

| 31 grudnia 2010 | Słowacja | 0:6 | Finlandia | HSBC Arena, Buffalo |

| Szczegóły      | Szczegóły | Szczegóły      | Szczegóły | Szczegóły                                                                     |
| -------------- | --------- | -------------- | --- | ----------------------------------------------------------------------------- |
| Godzina: 12:30 |           | (0:3 0:3, 0:0) | 01:40 (EQ) M. Salomäki 06:32 (PP) J. Jokipakka 10:36 (PP) E. Haula 26:45 (PP) J. Donskoi 28:40 (SH) E. Haula 37:39 (EQ) V. Virkkunen | Widzów: 13 371 Sędzia główny: Georgij Jablukow Sędziowie liniowi: Keith Kaval |

| 31 grudnia 2010 | USA | 2:1 | Szwajcaria | HSBC Arena, Buffalo |

| Szczegóły      | Szczegóły                                    | Szczegóły       | Szczegóły             | Szczegóły                                                                |
| -------------- | -------------------------------------------- | --------------- | --------------------- | ------------------------------------------------------------------------ |
| Godzina: 20:00 | C. Kreider 10:15 (EQ) M. Callahan 33:53 (EQ) | (1:1, 1:0, 0:0) | 07:01 (EQ) I. Pestoni | Widzów: 13 417 Sędzia główny: Pehr Claesson Sędziowie liniowi: Pat Smith |

Tabela
Lp. = lokata, M = liczba rozegranych spotkań, W = Wygrane, WpD = Wygrane po dogrywce lub karnych, PpD = Porażki po dogrywce lub karnych, P = Porażki, G+ = Gole strzelone, G- = Gole stracone, Pkt = Liczba zdobytych punktów
| Lp. | Zespół            | M | W | WpD | PpD | P | G + | G - | +/- | Pkt |
| --- | ----------------- | - | - | --- | --- | - | --- | --- | --- | --- |
| 1   | Stany Zjednoczone | 4 | 3 | 1   | 0   | 0 | 15  | 4   | +11 | 11  |
| 2   | Finlandia         | 4 | 3 | 0   | 1   | 0 | 17  | 4   | +13 | 10  |
| 3   | Szwajcaria        | 4 | 2 | 0   | 0   | 2 | 11  | 13  | -2  | 6   |
| 4   | Słowacja          | 4 | 0 | 1   | 0   | 3 | 7   | 19  | -12 | 2   |
| 5   | Niemcy            | 4 | 0 | 0   | 1   | 3 | 5   | 15  | -10 | 1   |

### Grupa B
Wyniki
Czas lokalny (UTC-5)
| 26 grudnia 2010 | Rosja | 3:6 | Kanada | HSBC Arena, Buffalo |

| Szczegóły      | Szczegóły                                                               | Szczegóły       | Szczegóły | Szczegóły                                                                 |
| -------------- | ----------------------------------------------------------------------- | --------------- | --- | ------------------------------------------------------------------------- |
| Godzina: 16:00 | M. Kicyn 03:57 (EQ) N. Dwurieczenski 31:51 (EQ) D. Sobczenko 36:52 (PP) | (1:1, 2:2, 0:3) | 17:55 (PP) M. Foligno 30:35 (EQ) R. Ellis 35:15 (EQ) E. Gudbranson 43:46 (PP) R. Johansen 46:14 (PP) B. Schenn 59:33 (EQ) C. Hamilton | Widzów: 18 690 Sędzia główny: Daniel Konc Sędziowie liniowi: Jari Levonen |

| 26 grudnia 2010 | Norwegia | 1:7 | Szwecja | Dwyer Arena, Buffalo |

| Szczegóły      | Szczegóły              | Szczegóły       | Szczegóły | Szczegóły                                                              |
| -------------- | ---------------------- | --------------- | --- | ---------------------------------------------------------------------- |
| Godzina: 16:00 | E. Børresen 52:04 (EQ) | (0:2, 0:2, 1:3) | 00:57 (EQ) J. Klingberg 05:29 (EQ) O. Lindberg 24:09 (EQ) P. Cehlin 39:43 (EQ) P. Cehlin 40:49 (EQ) J. Klingberg 42:01 (EQ) G. Landeskog 57:16 (EQ) C. Klingberg | Widzów: 1 320 Sędzia główny: Martin Frano Sędziowie liniowi: Matt Kirk |

| 27 grudnia 2010 | Czechy | 2:0 | Norwegia | Dwyer Arena, Buffalo |

| Szczegóły      | Szczegóły                                     | Szczegóły       | Szczegóły | Szczegóły                                                             |
| -------------- | --------------------------------------------- | --------------- | --------- | --------------------------------------------------------------------- |
| Godzina: 19:00 | T. Rachůnek 33:55 (EQ) A. Honejsek 44:57 (SH) | (0:0, 1:0, 1:0) |           | Widzów: 1 381 Sędzia główny: Daniel Konc Sędziowie liniowi: Pat Smith |

| 28 grudnia 2010 | Kanada | 7:2 | Czechy | HSBC Arena, Buffalo |

| Szczegóły      | Szczegóły | Szczegóły       | Szczegóły                                    | Szczegóły                                                                     |
| -------------- | --- | --------------- | -------------------------------------------- | ----------------------------------------------------------------------------- |
| Godzina: 16:00 | B. Schenn (PP) 14:43 J. Schwartz (PP) 16:40 L. Leblanc (SH) 29:20 R. Ellis (EQ) 33:09 C. Eakin (EQ) 39:43 T. Barrie (PP) 49:36 J. Cowen (PP) 49:59 | (2:1, 3:0, 2:1) | 00:49 (EQ) A. Honejsek 55:26 (PP) J. Jeřábek | Widzów: 17 919 Sędzia główny: Antti Boman Sędziowie liniowi: Georgij Jablukow |

| 28 grudnia 2010 | Szwecja | 2:0 | Rosja | Dwyer Arena, Buffalo |

| Szczegóły      | Szczegóły                                | Szczegóły       | Szczegóły | Szczegóły                                                               |
| -------------- | ---------------------------------------- | --------------- | --------- | ----------------------------------------------------------------------- |
| Godzina: 16:00 | A. Lander 10:49 (EQ) J. Fasth 14:11 (EQ) | (2:0, 0:0, 0:0) |           | Widzów: 1 400 Sędzia główny: Keith Kaval Sędziowie liniowi: Daniel Konc |

| 29 grudnia 2010 | Norwegia | 1:10 | Kanada | HSBC Arena, Buffalo |

| Szczegóły      | Szczegóły           | Szczegóły       | Szczegóły | Szczegóły                                                                    |
| -------------- | ------------------- | --------------- | --- | ---------------------------------------------------------------------------- |
| Godzina: 19:30 | R. Juell 13:35 (EQ) | (1:6, 0:1, 0:3) | 02:01 (EQ) C. Cizikas 04:50 (EQ) B. Schenn 10:45 (EQ) E. Gudbranson 13:27 (EQ) L. Leblanc 14:34 (EQ) B. Schenn 18:00 (EQ) M. Foligno 20:44 (EQ) B. Schenn 56:35 (EQ) B. Schenn 57:18 (EQ) S. Couturier 59:31 (EQ) E. Gudbranson | Widzów: 17 061 Sędzia główny: Stephan Bauer Sędziowie liniowi: Pehr Claesson |

| 30 grudnia 2010 | Szwecja | 6:3 | Czechy | Dwyer Arena, Buffalo |

| Szczegóły      | Szczegóły | Szczegóły       | Szczegóły                                                | Szczegóły                                                                  |
| -------------- | --- | --------------- | -------------------------------------------------------- | -------------------------------------------------------------------------- |
| Godzina: 15:00 | J. Larsson 05:53 (PP) M. Friberg 15:59 (PP) J. Fasth 17:09 (EQ) S. Wännström 24:59 (EQ) J. Fasth 25:42 (PP) C. Järnkrok 45:48 (EQ) | (3:1, 2:2, 1:0) | 03:09 (PP) M. Hlinka 28:07 (EQ) M. Frk 34:51 (PP) M. Frk | Widzów: 1 388 Sędzia główny: Stephan Bauer Sędziowie liniowi: Jari Levonen |

| 30 grudnia 2010 | Rosja | 8:2 | Norwegia | Dwyer Arena, Buffalo |

| Szczegóły      | Szczegóły | Szczegóły       | Szczegóły                                  | Szczegóły                                                                     |
| -------------- | --- | --------------- | ------------------------------------------ | ----------------------------------------------------------------------------- |
| Godzina: 19:00 | N. Dwurieczenski 06:58 (EQ) D. Sobczenko 12:54 (EQ) W. Tarasienko 24:03 (PP) D. Sobczenko 40:18 (EQ) M. Kicyn 48:29 (EQ) A. Siergiejew 51:57 (EQ) J. Kuzniecow (EQ) 55:18 A. Woronin 55:37 (EQ) | (2:2, 1:0, 5:0) | 11:59 (EQ) N. Weberg 15:59 (PP) J. Oppøyen | Widzów: 1 382 Sędzia główny: Martin Frano Sędziowie liniowi: Georgij Jablukow |

| 31 grudnia 2010 | Kanada | 5:6 pk. | Szwecja | HSBC Arena, Buffalo |

| Szczegóły      | Szczegóły | Szczegóły                 | Szczegóły | Szczegóły                                                                    |
| -------------- | --- | ------------------------- | --- | ---------------------------------------------------------------------------- |
| Godzina: 16:00 | S. Couturier 00:58 (EQ) Q. Howden 15:38 (EQ) C. Hamilton 19:59 (EQ) C. Hamilton 24:37 (SH) B. Schenn 43:22 (PP) | (3:2, 1:2, 1:1, 0:0, 0:1) | 02:14 (PP) M. Friberg 14:55 (EQ) C. Klingberg 20:52 (EQ) C. Klingberg 22:44 (EQ) J. Thörnberg 51:43 (EQ) P. Cehlin 65:00 (PS) O. Lindberg | Widzów: 17 761 Sędzia główny: Martin Frano Sędziowie liniowi: Rafaił Kadyrow |

| 31 grudnia 2010 | Czechy | 3:8 | Rosja | Dwyer Arena, Buffalo |

| Szczegóły      | Szczegóły                                                      | Szczegóły       | Szczegóły | Szczegóły                                                                   |
| -------------- | -------------------------------------------------------------- | --------------- | --- | --------------------------------------------------------------------------- |
| Godzina: 19:00 | J. Orsava 01:53 (EQ) P. Straka 22:33 (PP) M. Hlinka 51:01 (PP) | (1:4, 1:4, 1:0) | 02:57 (EQ) D. Orłow 06:23 (EQ) J. Kuzniecow 08:30 (EQ) D. Gołubiew 10:48 (EQ) W. Tarasienko 24:28 (PP) G. Bierdiukow 26:28 (PP) D. Sobczenko 30:22 (EQ) A. Panarin 31:00 (EQ) M. Kicyn | Widzów: 1 400 Sędzia główny: Jari Levonen Sędziowie liniowi: Patrik Sjoberg |

Tabela
Lp. = lokata, M = liczba rozegranych spotkań, W = Wygrane, WpD = Wygrane po dogrywce lub karnych, PpD = Porażki po dogrywce lub karnych, P = Porażki, G+ = Gole strzelone, G- = Gole stracone, Pkt = Liczba zdobytych punktów
| Lp. | Zespół   | M | W | WpD | PpD | P | G + | G - | +/- | Pkt |
| --- | -------- | - | - | --- | --- | - | --- | --- | --- | --- |
| 1   | Szwecja  | 4 | 3 | 1   | 0   | 0 | 21  | 9   | +12 | 11  |
| 2   | Kanada   | 4 | 3 | 0   | 1   | 0 | 28  | 12  | +16 | 10  |
| 3   | Rosja    | 4 | 2 | 0   | 0   | 2 | 19  | 13  | +6  | 6   |
| 4   | Czechy   | 4 | 1 | 0   | 0   | 3 | 10  | 21  | -11 | 3   |
| 5   | Norwegia | 4 | 0 | 0   | 0   | 4 | 4   | 27  | -23 | 0   |

## Strefa spadkowa
Zaliczane są mecze rozegrane w fazie grupowej pomiędzy zainteresowanymi drużynami. W tym wypadku:
| 27 grudnia 2010 | Słowacja | 2:1 pd. | Niemcy | HSBC Arena, Buffalo |

| Szczegóły      | Szczegóły                                | Szczegóły            | Szczegóły            | Szczegóły                                                                     |
| -------------- | ---------------------------------------- | -------------------- | -------------------- | ----------------------------------------------------------------------------- |
| Godzina: 19:00 | R. Paník 20:08 (EQ) M. Hrivík 63:39 (PP) | (0:0, 1:1, 0:0, 1:0) | 36:46 (EQ) N. Hauner | Widzów: 12 942 Sędzia główny: Pehr Claesson Sędziowie liniowi: Rafaił Kadyrow |

| 27 grudnia 2010 | Czechy | 2:0 | Norwegia | Dwyer Arena, Buffalo |

| Szczegóły      | Szczegóły                                     | Szczegóły       | Szczegóły | Szczegóły                                                             |
| -------------- | --------------------------------------------- | --------------- | --------- | --------------------------------------------------------------------- |
| Godzina: 19:00 | T. Rachůnek 33:55 (EQ) A. Honejsek 44:57 (SH) | (0:0, 1:0, 1:0) |           | Widzów: 1 381 Sędzia główny: Daniel Konc Sędziowie liniowi: Pat Smith |

Wyniki
Czas lokalny (UTC-5)
| 2 stycznia 2011 | Słowacja | 5:0 | Norwegia | Dwyer Arena, Buffalo |

| Szczegóły      | Szczegóły                                                                                            | Szczegóły       | Szczegóły | Szczegóły                                                                   |
| -------------- | --- | --------------- | --------- | --------------------------------------------------------------------------- |
| Godzina: 15:30 | R. Paník 12:25 (PP) R. Paník 13:03 (PP) J. Majdan 51:01 (EQ) R. Paník 53:29 (EQ) R. Paník 55:05 (EN) | (2:0, 0:0, 3:0) |           | Widzów: 1 289 Sędzia główny: Stephan Bauer Sędziowie liniowi: Pehr Claesson |

| 2 stycznia 2011 | Czechy | 3:2 | Niemcy | Dwyer Arena, Buffalo |

| Szczegóły      | Szczegóły                                                    | Szczegóły       | Szczegóły                                 | Szczegóły                                                                  |
| -------------- | ------------------------------------------------------------ | --------------- | ----------------------------------------- | -------------------------------------------------------------------------- |
| Godzina: 19:30 | M. Hlinka 28:04 (PP) O. Palat 50:44 (EQ) O. Palat 59:00 (EQ) | (0:0, 1:1, 2:1) | 22:54 (EQ) N. Hauner 46:21 (EQ) M. Mochel | Widzów: 1 171 Sędzia główny: Rafaił Kadyrow Sędziowie liniowi: Daniel Konc |

| 4 stycznia 2011 | Niemcy | 1:3 | Norwegia | Dwyer Arena, Buffalo |

| Szczegóły      | Szczegóły               | Szczegóły       | Szczegóły                                                                 | Szczegóły                                                                  |
| -------------- | ----------------------- | --------------- | ------------------------------------------------------------------------- | -------------------------------------------------------------------------- |
| Godzina: 15:30 | T. Kühnhackl 22:15 (EQ) | (0:1, 1:0, 1:2) | 01:14 (EQ) N. Weberg 48:31 (EQ) H.K. Hollstedt 59:51 (EN) P. Roste Fossen | Widzów: 1 108 Sędzia główny: Rafaił Kadyrow Sędziowie liniowi: Daniel Konc |

| 4 stycznia 2011 | Czechy | 5:2 | Słowacja | Dwyer Arena, Buffalo |

| Szczegóły      | Szczegóły                                                                                                | Szczegóły       | Szczegóły                               | Szczegóły                                                                 |
| -------------- | --- | --------------- | --------------------------------------- | ------------------------------------------------------------------------- |
| Godzina: 19:30 | P. Holik 16:22 (PP) J. Culek 19:13 (PP) T. Rachůnek 20:24 (EQ) A. Nestrasil 20:54 (EQ) M. Frk 34:43 (PP) | (2:0, 3:2, 0:0) | 23:41 (PP) R. Paník 38:05 (PP) R. Paník | Widzów: 1 080 Sędzia główny: Antti Boman Sędziowie liniowi: Pehr Claesson |

Tabela
Lp. = lokata, M = liczba rozegranych spotkań, W = Wygrane, WpD = Wygrane po dogrywce lub karnych, PpD = Porażki po dogrywce lub karnych, P = Porażki, G+ = Gole strzelone, G- = Gole stracone, Pkt = Liczba zdobytych punktów
| Lp. | Zespół   | M | W | WpD | PpD | P | G + | G - | +/- | Pkt |
| --- | -------- | - | - | --- | --- | - | --- | --- | --- | --- |
| 1   | Czechy   | 3 | 3 | 0   | 0   | 0 | 10  | 4   | +6  | 9   |
| 2   | Słowacja | 3 | 1 | 1   | 0   | 1 | 9   | 6   | +3  | 5   |
| 3   | Norwegia | 3 | 1 | 0   | 0   | 2 | 3   | 8   | -5  | 3   |
| 4   | Niemcy   | 3 | 0 | 0   | 1   | 2 | 4   | 8   | -4  | 1   |

## Faza pucharowa

### Ćwierćfinały
Czas lokalny (UTC-5)
| 2 stycznia 2011 | Kanada | 4:1 | Szwajcaria | HSBC Arena, Buffalo |

| Szczegóły      | Szczegóły                                                                                | Szczegóły       | Szczegóły             | Szczegóły                                                                |
| -------------- | ---------------------------------------------------------------------------------------- | --------------- | --------------------- | ------------------------------------------------------------------------ |
| Godzina: 15:30 | R. Johansen 15:06 (PP) C. Cizikas 37:28 (EQ) L. Leblanc 44:17 (EQ) Z. Kassian 58:01 (EN) | (1:1, 1:0, 2:0) | 01:09 (EQ) I. Pestoni | Widzów: 14 890 Sędzia główny: Antti Boman Sędziowie liniowi: Keith Kaval |

| 2 stycznia 2011 | Finlandia | 3:4 pd. | Rosja | HSBC Arena, Buffalo |

| Szczegóły      | Szczegóły                                                            | Szczegóły            | Szczegóły                                                                                 | Szczegóły                                                            |
| -------------- | -------------------------------------------------------------------- | -------------------- | ----------------------------------------------------------------------------------------- | -------------------------------------------------------------------- |
| Godzina: 19:30 | T. Pulkkinen 12:32 (EQ) J. Junttila 37:26 (EQ) J. Donskoi 42:24 (PP) | (1:1, 1:0, 1:2, 0:1) | 10:10 (EQ) J. Uryczew 56:19 (PP) J. Kuzniecow 58:22 (EQ) M. Kicyn 66:44 (EQ) J. Kuzniecow | Widzów: 13 471 Sędzia główny: Matt Kirk Sędziowie liniowi: Pat Smith |

### Półfinały
Czas lokalny (UTC-5)
| 3 stycznia 2011 | Szwecja | 3:4 pk. | Rosja | HSBC Arena, Buffalo |

| Szczegóły      | Szczegóły                                                         | Szczegóły                 | Szczegóły                                                                                    | Szczegóły                                                                   |
| -------------- | ----------------------------------------------------------------- | ------------------------- | -------------------------------------------------------------------------------------------- | --------------------------------------------------------------------------- |
| Godzina: 15:30 | A. Larsson 37:59 (PP) C. Järnkrok 41:20 (EQ) P. Cehlin 56:41 (PP) | (0:1, 1:1, 2:1, 0:0, 0:1) | 06:37 (EQ) W. Tarasienko 27:09 (EQ) D. Gołubiew 58:33 (EQ) S. Kalinin 70:00 (PS) D. Gołubiew | Widzów: 13 435 Sędzia główny: Georgij Jablukow Sędziowie liniowi: Pat Smith |

| 3 stycznia 2011 | USA | 1:4 | Kanada | HSBC Arena, Buffalo |

| Szczegóły      | Szczegóły           | Szczegóły       | Szczegóły                                                                                | Szczegóły                                                                  |
| -------------- | ------------------- | --------------- | ---------------------------------------------------------------------------------------- | -------------------------------------------------------------------------- |
| Godzina: 19:30 | C. Brown 49:37 (PP) | (0:2, 0:1, 1:1) | 02:38 (EQ) C. Hamilton 13:54 (EQ) Q. Howden 25:59 (PP) R. Johansen 46:02 (EQ) Z. Kassian | Widzów: 18 690 Sędzia główny: Martin Frano Sędziowie liniowi: Jari Levonen |

### Mecz o piąte miejsce
Czas lokalny (UTC-5)
| 4 stycznia 2011 | Finlandia | 2:3 pk. | Szwajcaria | HSBC Arena, Buffalo |

| Szczegóły      | Szczegóły                                   | Szczegóły                 | Szczegóły                                                             | Szczegóły                                                                 |
| -------------- | ------------------------------------------- | ------------------------- | --------------------------------------------------------------------- | ------------------------------------------------------------------------- |
| Godzina: 19:30 | T. Pulkkinen 00:22 (EQ) E. Haula 18:03 (SH) | (2:1, 0:1, 0:0, 0:0, 0:1) | 02:56 (EQ) I. Pestoni 25:23 (PP) L. Camperchioli 65:00 (PS) Y. Herren | Widzów: 14 052 Sędzia główny: Patrik Sjoberg Sędziowie liniowi: Pat Smith |

### Mecz o trzecie miejsce
Czas lokalny (UTC-5)
| 5 stycznia 2011 | Szwecja | 2:4 | USA | HSBC Arena, Buffalo |

| Szczegóły      | Szczegóły                                                                      | Szczegóły       | Szczegóły                                                                              | Szczegóły                                                                   |
| -------------- | ------------------------------------------------------------------------------ | --------------- | -------------------------------------------------------------------------------------- | --------------------------------------------------------------------------- |
| Godzina: 15:30 | O. Lindberg (C. Klingberg, S. Wännström) – 31:58 J. Fasth (J. Larsson) – 54:18 | (0:0, 1:1, 1:3) | 33:32 (PP) C. Kreider 40:52 (EQ) D. Shore 51:40 (EQ) N. Bjugstad 58:07 (EQ) C. Kreider | Widzów: 16 104 Sędzia główny: Georgij Jablukow Sędziowie liniowi: Matt Kirk |

### Finał
Czas lokalny (UTC-5)
| 5 stycznia 2011 | Kanada | 3:5 | Rosja | HSBC Arena, Buffalo |

| Szczegóły      | Szczegóły                                                     | Szczegóły       | Szczegóły | Szczegóły                                                                 |
| -------------- | ------------------------------------------------------------- | --------------- | --- | ------------------------------------------------------------------------- |
| Godzina: 19:30 | R. Ellis 04:50 (PP) C. Ashton 19:46 (EQ) B. Schenn 26:27 (EQ) | (2:0, 1:0, 0:5) | 42:33 (EQ) A. Panarin 42:46 (EQ) M. Kicyn 47:29 (EQ) W. Tarasienko 55:22 (EQ) A. Panarin 58:44 (EQ) N. Dwurieczenski | Widzów: 18 690 Sędzia główny: Martin Frano Sędziowie liniowi: Keith Kaval |

## Statystyki
- Klasyfikacja strzelców:  Brayden Schenn - 8 goli
- Klasyfikacja asystentów:  Brayden Schenn - 10 asyst
- Klasyfikacja kanadyjska:  Brayden Schenn - 18 punktów
- Klasyfikacja +/-:  Brayden Schenn - +10
- Klasyfikacja średniej goli straconych na mecz wśród bramkarzy:  Jack Campbell – 1,70
- Klasyfikacja skuteczności interwencji wśród bramkarzy:  Jack Campbell - 94,08%

## Nagrody
Nagrody IIHF dla najlepszych zawodników
- Bramkarz:  Jack Campbell
- Obrońca:  Ryan Ellis
- Napastnik:  Brayden Schenn

Skład gwiazd turnieju
- Bramkarz:  Jack Campbell
- Obrońcy:  Ryan Ellis,  Dmitrij Orłow
- Napastnicy:  Brayden Schenn,  Jewgienij Kuzniecow,  Ryan Johansen

Najbardziej Wartościowy Zawodnik (MVP) turnieju Brayden Schenn